# Olympische Sommerspiele 1936/Schwimmen – 100 m Rücken (Männer)
Der Schwimmwettkampf über 100 Meter Rücken der Männer bei den Olympischen Spielen 1936 in Berlin wurde am 12. und 14. August ausgetragen. Olympiasieger wurde der US-Amerikaner Adolph Kiefer vor seinem Landsmann Albert Vande Weghe der Silber gewann. Bronze ging an Masaji Kiyokawa aus Japan.

## Rekorde
Vor Beginn der Olympischen Spiele waren folgende Rekorde gültig.
| Weltrekord         | 1:04,8 min | Adolph Kiefer | Detroit, Vereinigte Staaten | 18. Januar 1936 |
| Olympischer Rekord | 1:08,2 min | George Kojac  | Amsterdam, Niederlande      | 9. August 1928  |

Folgende neue Rekorde wurden aufgestellt:
| Olympischer Rekord | 1:05,9 min | Adolph Kiefer | Finale       |
| Olympischer Rekord | 1:06,8 min | Adolph Kiefer | Halbfinale 1 |
| Olympischer Rekord | 1:06,9 min | Adolph Kiefer | Vorlauf 1    |

## Ergebnisse

### Vorläufe
Die Vorläufe wurden am 12. August ausgetragen. Die drei besten Athleten eines jeden Laufs sowie der zeitschnellste Viertplatzierte aller Läufe qualifizierten sich für das Halbfinale.
Lauf 1
| Rang | Athlet          | Nation             | Zeit       | Anm.  |
| ---- | --------------- | ------------------ | ---------- | ----- |
| 1    | Adolph Kiefer   | Vereinigte Staaten | 1:06,9 min | QQ OR |
| 2    | Masaji Kiyokawa | Japan              | 1:07,2 min | QQ    |
| 3    | Hans Schwarz    | Deutsches Reich    | 1:11,0 min | QQ    |
| 4    | Elemér Gombos   | Ungarn             | 1:12,4 min |       |
| 5    | Jack Middleton  | Großbritannien     | 1:15,0 min |       |
| 6    | Benvenuto Nunes | Brasilien          | 1:16,9 min |       |
| DNS  | Ross Doe        | Bermuda            |            |       |

Lauf 2
| Rang | Athlet               | Nation             | Zeit       | Anm. |
| ---- | -------------------- | ------------------ | ---------- | ---- |
| 1    | Taylor Drysdale      | Vereinigte Staaten | 1:09,0 min | QQ   |
| 2    | Heinz Schlauch       | Deutsches Reich    | 1:10,1 min | QQ   |
| 3    | Draško Vilfan        | Jugoslawien        | 1:11,7 min | QQ   |
| 4    | Stans Scheffer       | Niederlande        | 1:13,6 min |      |
| 5    | Árpád Lengyel        | Ungarn             | 1:15,2 min |      |
| 6    | Munroe Bourne        | Kanada             | 1:17,2 min |      |
| 7    | Antônio Amaral Filho | Brasilien          | 1:21,0 min |      |

Lauf 3
| Rang | Athlet             | Nation             | Zeit       | Anm. |
| ---- | ------------------ | ------------------ | ---------- | ---- |
| 1    | Yasuhiko Kojima    | Japan              | 1:09,7 min | QQ   |
| 2    | Albert Vande Weghe | Vereinigte Staaten | 1:10,6 min | QQ   |
| 3    | Nils Christiansen  | Philippinen        | 1:11,5 min | QQ   |
| 4    | Erwin Simon        | Deutsches Reich    | 1:11,7 min | qq   |
| 5    | György Erdélyi     | Ungarn             | 1:14,7 min |      |
| 6    | Marcel Neumann     | Luxemburg          | 1:18,8 min |      |
| DNS  | Kurt Patuzzi       | Österreich         |            |      |

Lauf 4
| Rang | Athlet             | Nation         | Zeit       | Anm. |
| ---- | ------------------ | -------------- | ---------- | ---- |
| 1    | John Besford       | Großbritannien | 1:12,0 min | QQ   |
| 2    | Gordon Kerr        | Kanada         | 1:12,9 min | QQ   |
| 3    | Björn Borg         | Schweden       | 1:15,2 min | QQ   |
| 4    | Boris Roolaid      | Estland        | 1:21,1 min |      |
| 5    | Emmanouil Mallidis | Griechenland   | 1:21,5 min |      |
| DNS  | Daniel Carpio      | Peru           |            |      |
| DNS  | Boris Praunsperger | Jugoslawien    |            |      |

Lauf 5
| Rang | Athlet              | Nation      | Zeit       | Anm. |
| ---- | ------------------- | ----------- | ---------- | ---- |
| 1    | Kiichi Yoshida      | Japan       | 1:10,0 min | QQ   |
| 2    | Percy Oliver        | Australien  | 1:10,2 min | QQ   |
| 3    | Piet Metman         | Niederlande | 1:13,7 min | QQ   |
| 4    | Ademar Caballero    | Brasilien   | 1:17,0 min |      |
| 5    | Børge Bæth          | Dänemark    | 1:17,3 min |      |
| 6    | Alfonso Casasempere | Chile       | 1:21,0 min |      |
| DNS  | Edmund Cooper       | Bermuda     |            |      |

### Halbfinale
Das Halbfinale wurde am 13. August ausgetragen. Die ersten drei Athleten eines jeden Laufs sowie der zeitschnellste Viertplatzierte qualifizierten sich für das Finale.
Halbfinale 1
| Rang | Athlet             | Nation             | Zeit       | Anm.  |
| ---- | ------------------ | ------------------ | ---------- | ----- |
| 1    | Adolph Kiefer      | Vereinigte Staaten | 1:06,8 min | QQ OR |
| 2    | Albert Vande Weghe | Vereinigte Staaten | 1:08,6 min | QQ    |
| 3    | Percy Oliver       | Australien         | 1:09,4 min | QQ    |
| 4    | Kiichi Yoshida     | Japan              | 1:09,5 min | qq    |
| 5    | Nils Christiansen  | Philippinen        | 1:11,1 min |       |
| 6    | Erwin Simon        | Deutsches Reich    | 1:11,7 min |       |
| 7    | Hans Schwarz       | Deutsches Reich    | 1:11,8 min |       |
| 8    | Björn Borg         | Schweden           | 1:16,3 min |       |

Halbfinale 2
| Rang | Athlet          | Nation             | Zeit       | Anm. |
| ---- | --------------- | ------------------ | ---------- | ---- |
| 1    | Taylor Drysdale | Vereinigte Staaten | 1:08,6 min | QQ   |
| 2    | Masaji Kiyokawa | Japan              | 1:09,7 min | QQ   |
| 3    | Yasuhiko Kojima | Japan              | 1:09,9 min | QQ   |
| 4    | Heinz Schlauch  | Deutsches Reich    | 1:10,8 min |      |
| 5    | Gordon Kerr     | Kanada             | 1:11,2 min |      |
| 6    | Draško Vilfan   | Jugoslawien        | 1:13,3 min |      |
| 7    | John Besford    | Großbritannien     | 1:13,6 min |      |
| 8    | Piet Metman     | Niederlande        | 1:14,1 min |      |

### Finale
14. August 1936
| Rang | Athlet             | Nation             | Zeit          |
| ---- | ------------------ | ------------------ | ------------- |
| 1    | Adolph Kiefer      | Vereinigte Staaten | 1:05,9 min OR |
| 2    | Albert Vande Weghe | Vereinigte Staaten | 1:07,7 min    |
| 3    | Masaji Kiyokawa    | Japan              | 1:08,4 min    |
| 4    | Taylor Drysdale    | Vereinigte Staaten | 1:09,4 min    |
| 5    | Kiichi Yoshida     | Japan              | 1:09,7 min    |
| 6    | Yasuhiko Kojima    | Japan              | 1:10,4 min    |
| 7    | Percy Oliver       | Australien         | 1:10,7 min    |